# Djéguena
Djéguena est une commune du Mali, dans le cercle de San et la région de Ségou.